# Rysslands förvaltning
Rysslands förvaltning utgörs av ministerier och förvaltningsmyndigheter underställda antingen presidenten eller federationens regering.

## Förvaltning under presidenten
Följande federala ministerier med nedanstående underställda förvaltningsmyndigheter samt följande centrala federala myndigheter lyder direkt under Rysslands president:
- Inrikesministeriet (MVD) (196 000 anställda och värnpliktiga i inrikestrupperna)
  - Federala migrationsmyndigheten
- Katastrofministeriet (70 000 anställda och värnpliktiga i räddningstrupperna och det statliga brandförsvaret)
- Utrikesministeriet
- Försvarsministeriet 
  - Federala myndigheten för militärtekniskt samarbete
  - Federala försvarsupphandlingsmyndigheten
  - Federala myndigheten för exportkontroll
  - Federala myndigheten för särskild byggnadsverksamhet (byggnadstrupperna)
- Justitieministeriet
  - Federala fångvårdsmyndigheten
  - Federala fastighetsregistermyndigheten
  - Federala domstolsmyndigheten
- Fältjägartjänsten (statens kurirväsende)
- Federala underrättelsetjänsten (12 000 anställda)
- Federala säkerhetstjänsten (269 000 anställda och värnpliktiga)
- Federala narkotikapolisen
- Federala skyddstjänsten
- Överstyrelsen för presidentens speciella program

## Förvaltning under federationens regering
Under ryska federationens regering lyder följande federala ministerier, med underlydande myndigheter samt följande centrala federala myndigheter.
- Hälso- och socialministeriet 
  - Myndigheten för konsumentskydd
  - Myndigheten för tillsyn inom hälso- och sjukvårdsområdet
  - Myndigheten för arbete och sysselsättning
  - Medicinskt-biologiskt centrum
- Ministeriet för kultur och massmedia
  - Myndigheten för kulturarvsskydd
  - Arkivcentrum
- Utbildnings- och vetenskapsministeriet
  - Myndigheten för intellektuell egendom, patent och varumärken
  - Myndigheten för tillsyn inom utbildning och forskning
- Naturresursministeriet
  - Myndigheten för hydrometeorologi och miljöövervakning
  - Myndigheten för tillsyn inom naturresursutnyttjande
  - Myndigheten för tillsyn inom områdena ekologi, teknik och kärnkraft
  - Centrum för vattenresurser
  - Centrum för underjordisk verksamhet
- Energiministeriet
  - Centrum för teknisk reglering och metrologi
- Regionala utvecklingsministeriet
- Transportministeriet
- Ministeriet för kommunikationer och massmedia
  - Myndigheten för tillsyn inom kommunikations- och masskommunikationsområdet
  - Centrum för informationsteknologi
  - Centrum för press och masskommunikationer
  - Centrum för kommunikationer
- Finansministeriet
- Handels och ekonomiministeriet
- Federala näringsfrihetsmyndigheten
- Federala luftfartsmyndigheten
- Federala tullmyndigheten
- Federala hydrometeorologiska myndigheten
- Federala statistiska myndigheten
- Federala finansmarknadsmyndigheten
- Federala miljö-, teknik- och kärnkraftinspektionen
- Federala kärnkraftsmyndigheten
- Federala rymdmyndigheten
- Federala turistmyndigheten
- Federala myndigheten för sport och fysisk kultur